# Хоббс, Билл
Уильям «Билл» Бартон Роджер Хоббс (англ. William "Bill" Barton Roger Hobbs; 30 июля 1949, Понсе, Пуэрто-Рико — 4 января 2020, Дартмут, Массачусетс) — американский гребец, выступавший за сборную США по академической гребле в конце 1960-х — начале 1970-х годов. Серебряный призёр летних Олимпийских игр в Мюнхене, победитель и призёр регат национального значения.

## Биография
Билл Хоббс родился 30 июля 1949 года в городе Понсе, Пуэрто-Рико.
Окончил Милтонскую академию, Гарвард-колледж и Гарвардскую школу бизнеса, получив степень магистра делового администрирования. Во время учёбы серьёзно занимался академической греблей, состоял в местной гребной команде «Гарвард Кримсон», неоднократно принимал участие в различных студенческих соревнованиях, в частности в 1969 и 1970 годах находился в составе гарвардских восьмёрок, выигравших традиционную регату Eastern Sprints. Позже проходил подготовку в клубе Brothers Rowing Club.
В 1968 году вошёл в основной состав американской национальной сборной и благодаря череде удачных выступлений удостоился права защищать честь страны на летних Олимпийских играх 1968 года в Мехико — здесь попасть в число призёров не смог, в зачёте распашных рулевых двоек финишировал пятым.
Находясь в числе лидеров гребной команды США, благополучно прошёл отбор на Олимпийские игры 1972 года в Мюнхене — на сей раз в составе экипажа-восьмёрки в главном финале пришёл к финишу вторым, пропустив вперёд только команду из Новой Зеландии, и тем самым завоевал серебряную олимпийскую медаль. Вскоре по окончании этих соревнований принял решение завершить спортивную карьеру.
Впоследствии работал в сфере корпоративного менеджмента.
Его старший брат Франклин Хоббс тоже добился определённых успехов в академической гребле, так же является серебряным призёром Олимпийских игр.